# Isabel Llorach i Dolsa
Isabel Llorach i Dolsa (Barcelona, 1874 - 5 de setembre de 1954) va ser una figura destacada de la burgesia de començaments del segle xx a Barcelona, on es va distingir per la intensa dinamització de la vida cultural i social que dugué a terme a la ciutat.

## Biografia
Era filla del metge Pau Llorach i Malet, que juntament amb el seu sogre Tomàs Dolsa i Ricart, foren els creadors de l'Institut Frenopàtic de les Corts (Barcelona), i de Maria Dolsa. Isabel va heretar una considerable fortuna, amassada pel seu pare a partir del descobriment d'una mina d'aigües medicinals a Rubinat (la Segarra). Formava part d'aquest llegat la Casa Llorach –avui enderrocada–, torre modernista feta per Puig i Cadafalch el 1904, que esdevindria el centre de la seva activitat social i cultural.
Va tenir tres germanes: Mercedes, Lluïsa i Concepció. Lluïsa Llorach i Dolsa fou l'esposa del general de divisió Francesc de Mercader i de Zufia (1861-1932), vescomte de Belloch. Concepció va estar casada amb el pintor paisatgista Antoni de Ferrater i Feliu (1865-1943). Mercedes es va casar amb el militar i escultor Manuel Delgado Brackenbury, fill del militar Manuel Delgado y Zuleta.
Va presidir el comitè protector de les Vetllades de Teatre Selecte (1918-21), que es reunia al Romea, durant els primers anys de la dictadura de Primo de Rivera, i el Conferentia Club (1929), des d'on va dur a Barcelona figures destacades de la cultura internacional: André Maurois, René Benjamin, el comte Hermann Keyserling, José Ortega y Gasset, Josep M. de Sagarra, Josep Pla, Ferran Valls i Taberner, Oleguer Junyent, Pere Bosch i Gimpera, Paul Valéry, Giuseppe Ungaretti, Ludwig, Walter Gropius, Wanda Landowska, Pedro Salinas, Ramón Gómez de la Serna, Gregorio Marañón, Salvador de Madariaga i Federico García Lorca.

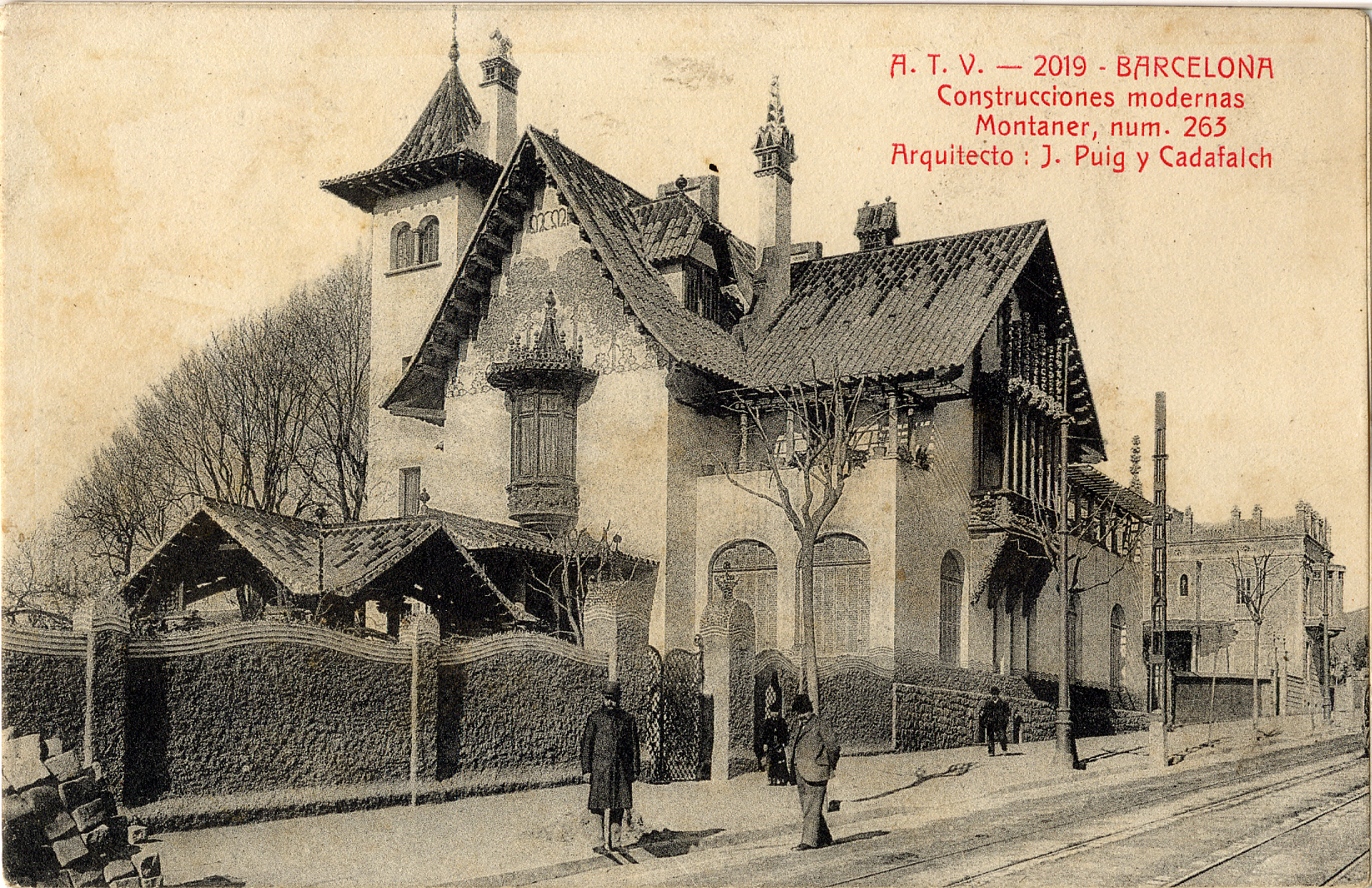
Casa Llorach, de Puig i Cadafalch, a Muntaner, 265

Va ser una de les fundadores de l'Associació d'Amics dels Museus de Catalunya el 25 de febrer de 1933, presidit per Pere Casas Abarca. També va fundar l'Associació d'Amics del Carrer de Montcada de Barcelona, gràcies a la qual se salvaren alguns palaus d'aquest carrer i l'Ajuntament acabà adquirint els que avui acullen uns quants museus i institucions.
Al teatret de casa d'Isabel Llorach es van estrenar obres dramàtiques d'avantguarda i s'hi va veure actuar Conxita Supervia, Carlos Gardel, Maurice Chevalier, Josephine Baker, Vàtslav Nijinsky, Miguel Fleta i Wanda Landowska.

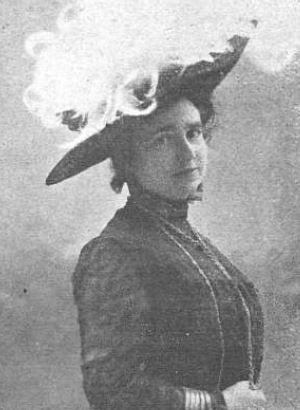
Isabel Llorach, a Feminal nº 26 (30/05/1909)

Era membre de l'Associació Wagneriana i assistent assídua als teatres de la ciutat. Va col·laborar en el llibre Un siglo de Barcelona, 1830-1930 (1946), dirigit per Carles Soldevila, amb un capítol sobre els seus records.
Amb la periodista María Luz Morales, amb qui compartia aficions musicals, va organitzar un cicle de concerts de la violinista Mina Krokowsky.
Va ser la secretària de la "Junta de Senyores" del Patronat de Catalunya per a la lluita contra la tuberculosi, sota la presidència de Camila Fabra, altra dona socialment compromesa. La presència de dones en una part específica de la junta representava un reconeixement del seu rol en entitats socials solidàries. Va ser precursora d'un model de dona culturalment dinàmica, socialment activa i que actuava amb plena llibertat personal. Era una nova manera de viure la vida femenina que aleshores va començar a ser possible per a la burgesia adinerada i culta i que s'anava obrint pas entre les dones de l'Europa avançada; a Catalunya no es desplegaria –si més no, tímidament– fins a la dècada dels seixanta.

## En la cultura popular
Llorach va inspirar el personatge d'Hortènsia Portell a la novel·la Vida privada, de Josep Maria de Sagarra. També té un capítol dedicat a ella a la novel·la Abans que el temps ho esborri, escrita el 2003 per Xavier Baladia, un parent llunyà seu. El 2011 el llibre va ser adaptat al cinema per Mireia Ros a la pel·lícula Barcelona, abans que el temps ho esborri, guanyadora del Premi Gaudí al millor documental el 2012.
El pintor Ramon Casas va retratar Isabel Llorach el 1901. Des dels anys 1980 l'obra presideix el despatx de l'alcaldia de Barcelona a la Casa de la Ciutat.